# Kożuchów (województwo podkarpackie)
Kożuchów – wieś w Polsce położona w województwie podkarpackim, w powiecie strzyżowskim, w gminie Wiśniowa.
| SIMC    | Nazwa         | Rodzaj    |
| ------- | ------------- | --------- |
| 0667046 | Doły          | część wsi |
| 0667052 | Góra          | część wsi |
| 0667069 | Pod Gościńcem | część wsi |
| 0667075 | Pod Lasem     | część wsi |
| 0667081 | Pod Młynem    | część wsi |
| 0667098 | Rzeki         | część wsi |
| 0667106 | Za Krzyżem    | część wsi |
| 0667112 | Za Torem      | część wsi |

W latach 1975–1998 miejscowość administracyjnie należała do województwa rzeszowskiego.
Obszernie wieś tę opisał w swojej książce Zarys dziejów Kożuchowa Tadeusz Szetela.
Organizacje Społeczne: Koło Gospodyń Wiejskich (1931 r.), Kółko Rolnicze (1897 r.), Koło Łowieckie "Szarak", Ochotnicza Straż Pożarna (1925 r.) Młodzieżowa Drużyna Pożarnicza (2006 r.)
Z Kożuchowa pochodził Stanisław Mroczka generał brygady Wojska Polskiego.